# سفارة كوريا الجنوبية في العراق
سفارة كوريا الجنوبية في العراق هي أرفع تمثيل دبلوماسي لدولة كوريا الجنوبية لدى العراق. تقع السفارة في وهي تهدف لتعزيز المصالح الكورية جنوبية في العراق.

## وصلات خارجية
- قائمة سفارات كوريا الجنوبية
- قائمة السفارات في العراق